# Strychnos pungens
Espèce
Synonymes
- Strychnos henriquesiana Baker[2]

Statut de conservation UICN

 LC  : Préoccupation mineure
Strychnos pungens est une espèce de plantes dicotylédones de la famille des Loganiaceae, originaire de l'Afrique équatoriale et australe.
Ce sont des arbres ou des arbustes pouvant atteindre 5 à 15 mètres de haut, qui poussent dans les bois mixtes et les terres rocailleuses. Les feuilles sont terminées en pointes épineuses.
Les fruits sont comestibles, mais parfois dégagent une odeur désagréable. Les graines passent pour être toxiques.